# کلسیم تارتارات

ساختار یونی کلسیم تارتارات

کلسیم تارتارات (به انگلیسی: Calcium tartrate) با فرمول شیمیایی CaC۴H۴O۶ یک ترکیب شیمیایی است. که جرم مولی آن ۱۹۰٫۱۶۴۸۴ g/mol می‌باشد. شکل ظاهری این ترکیب، پودر سفید یا بلورهای بی‌رنگ است.